# Pedro Massacessi
Pedro Fernando Massacessi (Ceres, Provincia de Santa Fe, Argentina, 9 de enero de 1966) es un exfutbolista argentino. Jugaba de mediocampista y militó en diversos clubes de Argentina, Chile, México y Finlandia.

## Clubes
| Club                   | País      | Año       |
| ---------------------- | --------- | --------- |
| Independiente          | Argentina | 1985-1989 |
| Chaco For Ever         | Argentina | 1989-1990 |
| Universidad de Chile   | Chile     | 1990      |
| Cobras (Ciudad Juárez) | México    | 1991-1992 |
| Atlante                | México    | 1992-1994 |
| Pumas UNAM             | México    | 1994-1995 |
| Atlante                | México    | 1995-1996 |
| FC Jazz                | Finlandia | 1997      |

## Palmarés
| Título           | Club          | País      | Año     |
| ---------------- | ------------- | --------- | ------- |
| Primera División | Independiente | Argentina | 1988-89 |
| Primera División | Atlante FC    | México    | 1992-93 |